# پل خشتی گوراب تولم
پل خشتی گوراب‌تولم در استان گيلان ، شهرستان صومعه سرا ، بخش تولم و روستاي گوراب واقع شده است كه توسط حکام محلی در دوره قاجاریه بر روی رودخانه گازروبار احداث گردیده و نزد اهالی به مرغانه‌پرد شهرت دارد. در ساخت این پل قدیمی و ارزشمند از مصالحی مثل سنگ، آجر و ملات ساروج استفاده شده‌است. به لحاظ معماری نیز، ویژگی شاخص آن، داشتن یک دهانه بزرگ با قوس جناغی می‌باشد. جهت پل، شرقی-غربی و طول آن هفده متر و عرض آن سه متر می‌باشد.
پل خشتی گوراب تولم شهرستان صومعه سرا به شماره 1364 در 15 آبان ماه سال 1384 در فهرست آثار ملی کشور به ثبت رسیده است.

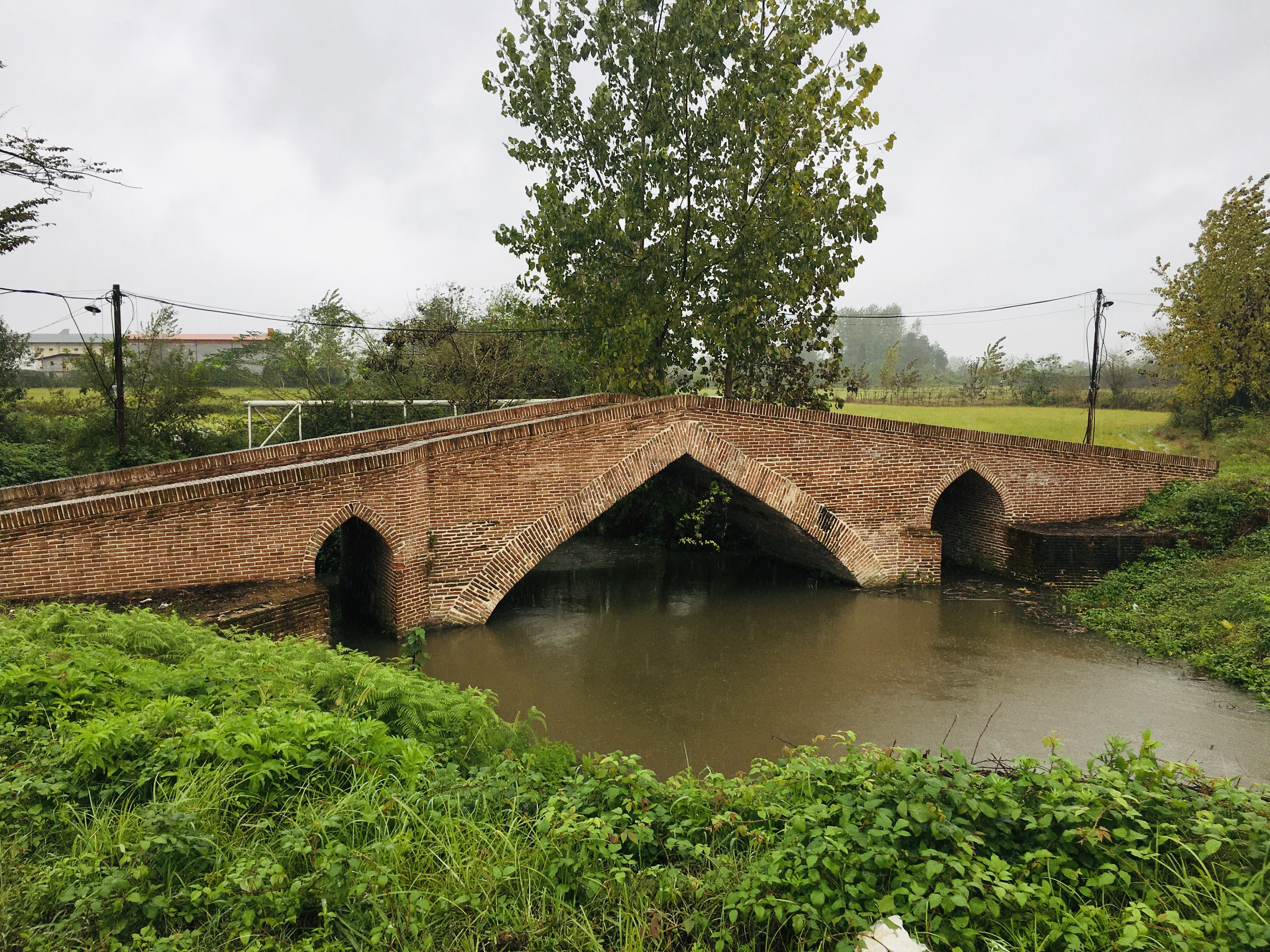
پل خشتي گوراب تولم